# Harnessed the Storm
Albums de Drexciya
The Opening Of The Cerebral Gate
(Drexciya Storm #2)
Harnessed The Storm est un album de Drexciya paru en 2002 sur le label berlinois Tresor.
Harnessed The Storm est le premier album de la série des sept Drexciya Storms.

## Titres
| No  | Titre                                        | Durée |
| --- | -------------------------------------------- | ----- |
| 1.  | Under Sea Disturbances                       | 8:07  |
| 2.  | Digital Tsunami                              | 6:21  |
| 3.  | Soul Of The Sea                              | 4:31  |
| 4.  | Song Of The Green Whale                      | 4:59  |
| 5.  | Dr Blowfins' Black Storm Stabilizing Spheres | 6:12  |
| 6.  | The Plankton Organization                    | 6:08  |
| 7.  | Mission To Ociya Syndor And Back             | 5:13  |
| 8.  | Aquatic Cataclysm                            | 5:18  |
| 9.  | Lake Haze                                    | 5:17  |
| 10. | Birth Of New Life                            | 6:22  |